# 美国国家农业统计局

美国国家农业统计局图标

美国国家农业统计局（英語：National Agricultural Statistics Service）是美国农业部的统计部门。 国家农业统计局在全美、华盛顿特区及波多黎各有46个办事机构。国家农业统计局每年就农业生产、经济、人口和环境等方面进行数百种调查，发布近500分国家报告，同时，每五年进行一次农业普查。

## 历史
南北战争期间，美国农业部收集和发布农牧统计资料，以帮助农民对农产品合理估值。当时，农产品收购者通常比农民有更多的市场信息，这种情况使得农民在农产品交易中难以获得公平的价格。当今，若果没有国家农业统计局的数据和信息，农产品生产者，仍然处于明显的弱势。
1905年，美国农业部成立了农作物报告委员会，现称为农业统计委员会，是农业领域全国性统计事业发展的又一个里程碑。1961年，美国农业部重组，产生了统计报告局，即今天的国家农业统计局。
1997年拨款法案将农业普查的职责从美国人口普查局转移到了美国农业部，之后，国家农业统计局每5年进行一次农业普查，最近一次公布普查报告时的2009年2月4日。

## 调查和报告
国家农业统计局的数据来源主要是农民、牧民、牲畜馈线、屠宰场经理、粮食流水线操作员及其他农业综合企业。国家农业统计局依赖这些受访者自愿提供为大多数报告提供数据。
国家农业统计局通过多种方式进行调查，包括邮寄问卷、电话访谈、网上调查、当面访谈和实地观察等。信息被收集和解读后，国家农业统计局即对农作物和畜牧业做出估计和预测，并发布各种主题的报告，包括各种农产品的产量和供给、交易价格、农场劳动和工资、农民收入和经济、农业化学品的使用等等。国家农业统计局的驻外办事机构也会就相似主题发布当地数据和报告。